# Алманагяу
Алманагяу (на исландски: Almannagjá) е разлом в националния парк Тингветлир в Исландия, познат още като Народния разлом, тъй като в него са се провеждали заседанията на Алтинга, исландския парламент. Точно местоположението му в историческата долина е причина днес той да е един от най-често посещаваните туристически обекти в Исландия.
Алманагяу бележи западния край на грабена на долината Тингветлир северно от езерото Тингватлаватн. Част от дъното на разлома е заето от леглото на река Йоксара.

## История
Добрата акустика на това величествено място е привлякла тук исландските заселници да създадат своя парламент. Всяко лято от 930 г. и чак до 1798 г. те се събирали в долината, нощували тук, организирали пазари, развлечения и родови срещи докато наблюдавали заседанията на Алтинга.

## Туризъм
Алманагяу е значим туристически обект, лесно достъпен от столицата Рейкявик и приемащ хиляди посетители ежегодно. От 1 ноември 1967 г. тук е забранено движението с автомобили и старият път е превърнат в пешеходна алея.